# Agent Cody Banks 2: Destination London
Agent Cody Banks 2: Destination London es la secuela de la película de 2003 de Agente Cody Banks, y fue lanzada en los Estados Unidos el 12 de marzo de 2004. Frankie Muniz retoma su papel del agente, mientras que Hannah Spearritt interpreta el interés amoroso de Banks y Anthony Anderson como su compañero. 
La película tuvo un presupuesto de USD $26,000,000 recaudando tan solo USD $28,000,000 en taquilla mundial. En esta entrega, 5 de los personajes originales regresaron. Muniz ha declarado públicamente que no va a hacer una tercera entrega.

## Argumento
Después de su primera misión, Cody Banks (Frankie Muniz) asiste a un campamento de verano en el que él y los demás asistentes al campamento son entrenados para participar en operaciones de la CIA. Durante el campamento, el director y también agente secreto, Víctor Díaz (Keith Allen) escapa en un helicóptero, a pesar de los intentos de Cody por detenerlo.
El director de la CIA (Keith David) llega al día siguiente al campamento y conduce a Cody a un búnker subterráneo, oculto tras un supuesto baño clausurado. Una vez allí, explica mejor a Cody el porqué de la huida de Díaz: este último estaba a cargo de un programa de control mental de la CIA, destinado a mejorar la educación de las personas, pero Díaz robó el software del programa para implantarlo en los principales líderes políticos del mundo, en complicidad con un científico británico, Lord Duncan Kenworth (James Faulkner). Para frustrar los planes de Díaz, Cody viaja a Londres, donde se encuentra con quienes serán sus compañeros de trabajo, Derek (Anthony Anderson) y Kumar (David Kelly). Una vez en Londres, Derek le presenta a un colaborador muy extraño, quien le provee a Cody varios dispositivos de elaboración propia para facilitar su misión, entre ellos unos caramelos de menta explosivos.
Siguiendo las instrucciones del director, Cody simula ser estudiante de verano en una academia musical dirigida por la esposa de Lord Kenworth, Lady Kenworth (Anna Chancellor), donde es presentado a los demás estudiantes, entre ellos Emily Sommers (Hannah Spearritt), de quien se enamora al instante. Una vez allí, debe ocultar el verdadero propósito de su estadía en la academia y tratar de conseguir más información sobre los siniestros planes de Díaz.
Con la ayuda de su nuevo amigo Derek y su chofer Kumar, Cody se escabulle en los laboratorios Kentworth, donde descubre cómo Díaz y Kentworth, con la ayuda de un odontólogo no muy listo (Santiago Segura), implantan el software de control mental bajo la forma de un implante dental en la boca de las personas. Desgraciadamente, Cody es atrapado espiando, pero logra escapar por poco. Más tarde, Díaz lo reconoce en una grabación de las cámaras de seguridad de los laboratorios.
Al día siguiente, Cody descubre que Díaz lo esperaba a que saliera de un ensayo de la academia. Tras una breve persecución, en la que Díaz intenta asesinarlo con un arma de su invención, Cody se enfrenta a Díaz en una lucha cuerpo a cuerpo, pero es arrojado desde el piso alto de un depósito, y al salir a la calle descubre varios policías apostados frente al depósito, esperando a Díaz, pero éste se escapa y Cody es apresado.
Más tarde, Cody llega a Scotland Yard, donde es interrogado por un oficial, pero Emily (que además es agente del MI 6) interviene para liberarlo. Después de intercambiar noticias con Emily sobre el caso de Díaz, Cody es secuestrado por los secuaces de Díaz, aprovechando una distracción de Emily. Más tarde, Díaz le implanta el software de control mental.
Al día siguiente, Cody, ya bajo control de Díaz, hace que el director de la CIA se encuentre con él en Piccadilly Circus, donde es secuestrado e implantado con el software. Más tarde, cuando Derek pasa a buscar a Cody, Emily le advierte a Derek que Cody está bajo el control de Díaz, por lo que deben quitarle el chip de su boca con las mentas explosivas.
Esa misma noche, durante una cumbre de importantes líderes políticos en el Palacio de Buckingham, Cody, Derek y Emily piden a los chicos de la academia (que tocarían en el palacio esa noche) su ayuda para que distraigan a los líderes por más tiempo del que debían tocar, a fin de ganar tiempo, y buscan a Díaz y sus secuaces, infiltrados en la reunión. Al localizarlos, logran apresarlos después de una corta lucha, además de liberar a los mandatarios implantados con el software. Después de despedirse de Emily y los demás chicos, Cody y Derek vuelven a los Estados Unidos, donde Derek asume la dirección del campamento de verano.

## Personajes
- Frankie Muniz - Cody Banks
- Anthony Anderson - Derek
- Hannah Spearritt - Emily
- Cynthia Stevenson - Señora Banks
- Daniel Roebuck - Señor Banks
- Connor Widdows - Alex Banks
- Keith Allen - Víctor Díaz
- Keith David - Director de la CIA
- Anna Chancellor - Lady Josephine Kentworth
- James Faulkner - Lord Duncan Kenworth
- David Kelly - kumar
- Santiago Segura - Dr. Santiago
- Rob Silvers - Trevor
- Jack Stanley - Ryan
- Joshua Brody - Bender
- Sarah McNicholas - Marisa

## Estreno
- Estados Unidos: 12 de marzo de 2004
- Canadá: 12 de marzo de 2004
- Australia: 18 de marzo de 2004
- Irlanda: 26 de marzo de 2004
- Reino Unido: 26 de marzo de 2004
- Nueva Zelanda: 15 de abril de 2004
- Sudáfrica: 23 de abril de 2004
- Tailandia: 29 de abril de 2004
- Francia: 16 de junio de 2004
- Singapur: 17 de junio de 2004
- Noruega: 18 de junio de 2004
- España: 18 de junio de 2004
- Dinamarca: 2 de julio de 2004
- Suecia: 2 de julio de 2004
- Alemania: 8 de julio de 2004
- Emiratos Árabes Unidos: 14 de julio de 2004
- Kuwait: 4 de agosto de 2004
- Baréin: 18 de agosto de 2004
- Brasil: 10 de septiembre de 2004
- Islandia: 20 de octubre de 2004 (video premier)
- Argentina: 15 de diciembre de 2004 (video premier)
- Japón: 7 de julio de 2005 (DVD premier)
- Hungría: 8 de noviembre de 2005 (DVD premier)
- Italia: 25 de noviembre de 2005 (DVD premier)